# Бек, Тимоти
Тимоти Бек (нидерл. Timothy Beck; род. 2 января 1977, Ассен, Дренте) — нидерландский легкоатлет, специалист по бегу на короткие дистанции. Выступал за сборную Нидерландов по лёгкой атлетике в 1999—2008 годах, бронзовый призёр чемпионата мира, победитель и призёр первенств национального значения, участник летних Олимпийских игр в Афинах. Также известен как разгоняющий в бобслее, член нидерландской четвёрки на зимних Олимпийских играх в Солт-Лейк-Сити.

## Биография
Тимоти Бек родился 2 января 1977 года в Ассене, Нидерланды. Имеет суринамские корни.
Будучи студентом, в 1999 году представлял Нидерланды в беге на 100 метров на Всемирной Универсиаде в Пальме. Также стартовал в эстафете 4 × 100 метров на молодёжном европейском первенстве в Гётеборге.
В начале 2000-х годов пробовал себя в качестве разгоняющего в бобслее, в 2002 году принимал участие в зимних Олимпийских играх в Солт-Лейк-Сити, где в составе четырёхместного экипажа пилота Аренда Гласа занял итоговое 17-е место. Одновременно с этим продолжал выступать на соревнованиях по лёгкой атлетике, в частности бежал эстафету 4 × 100 метров на чемпионате Европы в Мюнхене.
В 2003 году в эстафете 4 × 100 метров вместе с соотечественниками Патриком ван Балкомом, Троем Дугласом и Каймином Дугласом завоевал бронзовую награду на чемпионате мира в Париже.
Благодаря череде успешных выступлений удостоился права защищать честь страны на летних Олимпийских играх 2004 года в Афинах — на предварительном квалификационном этапе эстафеты 4 × 100 метров их команда сошла из-за неудачной передачи палочки от ван Балкома Каймину Дугласу.
В 2006 году на чемпионате Европы в Гётеборге занял восьмое место в эстафете 4 × 100 метров.
Завершил карьеру легкоатлета по окончании сезона 2008 года.
В 2010 году являлся знаменосцем Нидерландов на церемонии открытия зимних Олимпийских игр в Ванкувере.